# 조예 (후한)
조예(趙叡, ? ~ 200년)는 중국 후한 말의 무장이다.

## 생애
원소(袁紹)를 섬겼다.
건안(建安) 5년(200년), 관도대전에 참여하여 순우경(淳于瓊)의 부장으로써 오소(烏巢)를 지켰으나 조조(曹操)의 야습으로 오소를 빼앗기고 죽었다.

## 《삼국지연의》 속 조예
동료 목원진(睦元進)과 함께 군량을 조달하는 도중 조조군의 야습을 알게 되자, 맞서 싸웠으나 패배하고 전사하였다.